# Beney-en-Woëvre
Beney-en-Woëvre és un municipi francès situat al departament del Mosa i a la regió del Gran Est. L'any 2007 tenia 152 habitants.

## Demografia

### Població
El 2007 la població de fet de Beney-en-Woëvre era de 152 persones. Hi havia 52 famílies, de les quals 12 eren unipersonals (12 dones vivint soles i 12 dones vivint soles), 16 parelles sense fills i 24 parelles amb fills.
La població ha evolucionat segons el següent gràfic:
Habitants censats

### Habitatges
El 2007 hi havia 66 habitatges, 57 eren l'habitatge principal de la família, 3 eren segones residències i 6 estaven desocupats. 50 eren cases i 16 eren apartaments. Dels 57 habitatges principals, 38 estaven ocupats pels seus propietaris, 15 estaven llogats i ocupats pels llogaters i 4 estaven cedits a títol gratuït; 1 tenia una cambra, 8 en tenien dues, 8 en tenien tres, 13 en tenien quatre i 28 en tenien cinc o més. 41 habitatges disposaven pel capbaix d'una plaça de pàrquing. A 20 habitatges hi havia un automòbil i a 27 n'hi havia dos o més.

## Economia
El 2007 la població en edat de treballar era de 99 persones, 83 eren actives i 16 eren inactives. De les 83 persones actives 75 estaven ocupades (44 homes i 31 dones) i 8 estaven aturades (5 homes i 3 dones). De les 16 persones inactives 4 estaven jubilades, 6 estaven estudiant i 6 estaven classificades com a «altres inactius».

### Ingressos
El 2009 a Beney-en-Woëvre hi havia 60 unitats fiscals que integraven 149 persones, la mediana anual d'ingressos fiscals per persona era de 17.761 €.

### Activitats econòmiques
Dels 5 establiments que hi havia el 2007, 1 era d'una empresa alimentària, 1 d'una empresa de construcció, 1 d'una empresa de comerç i reparació d'automòbils, 1 d'una empresa d'hostatgeria i restauració i 1 d'una entitat de l'administració pública.
L'únic servei als particulars que hi havia el 2009 era un restaurant.
L'únic establiment comercial que hi havia el 2009 era una fleca.
L'any 2000 a Beney-en-Woëvre hi havia 9 explotacions agrícoles.

## Poblacions més properes
El següent diagrama mostra les poblacions més properes.